# Saint-Pierre-Roche
Saint-Pierre-Roche település Franciaországban, Puy-de-Dôme megyében. Lakosainak száma 500 fő (2022. január 1.). Saint-Pierre-Roche Gelles, Mazaye, Olby, Perpezat, Rochefort-Montagne és Saint-Bonnet-près-Orcival községekkel határos.

## Népesség
A település népessége az elmúlt években az alábbi módon változott:
| Lakosok száma | 422  | 432  | 451  | 463  | 478  | 483  | 494  | 501  | 500  |
|               | 2013 | 2015 | 2016 | 2017 | 2018 | 2019 | 2020 | 2021 | 2022 |